# Liste der estnischen Botschafter in Portugal
Die Liste der estnischen Botschafter in Portugal listet die Botschafter der Republik Estland in Portugal auf. Die estnische Botschaft befindet sich in der portugiesischen Hauptstadt Lissabon.
| Ernennung/ Akkreditierung | Botschafter          | Bemerkungen                              | ernannt durch Präsident der Republik Estland | akkreditiert bei Präsident Portugals | Posten verlassen |
| ------------------------- | -------------------- | ---------------------------------------- | -------------------------------------------- | ------------------------------------ | ---------------- |
| 1996                      | Andres Tomasberg     | Botschafter Sitz in Paris                | Lennart Meri                                 | Jorge Sampaio                        | 1997             |
| 1997                      | Meelike Palli        | Geschäftsträger                          | Lennart Meri                                 | Jorge Sampaio                        | 1999             |
| 1999                      | Paul Lettens         | Geschäftsträger                          | Lennart Meri                                 | Jorge Sampaio                        | 2002             |
| 2000                      | Raul Mälk            | Botschafter in London ab 2001 in Tallinn | Lennart Meri                                 | Jorge Sampaio                        | 2003             |
| 2002                      | Märt Piiskop         | Geschäftsträger                          | Arnold Rüütel                                | Jorge Sampaio                        | 2003             |
| 2003                      | Aino Lepik von Wirén | Botschafter in Lissabon                  | Arnold Rüütel                                | Jorge Sampaio                        | 2006             |
| 2006                      | Mart Tarmak          |                                          | Toomas Hendrik Ilves                         | Aníbal Cavaco Silva                  | 2010             |
| 2010                      | Marin Mõttus         |                                          | Toomas Hendrik Ilves                         | Aníbal Cavaco Silva                  | 2013             |
| 30. Okt. 2013             | Andres Rundu         |                                          | Toomas Hendrik Ilves                         | Aníbal Cavaco Silva                  |                  |